# Europi
L'europi és un element químic el símbol del qual és Eu i el seu nombre atòmic és 63. Pertany al 6è període de la taula periòdica; a la sèrie dels lantanoides, essent el més reactiu de tots ells; i, juntament amb ells, al conjunt de les terres rares. Fou descobert l'any 1901 pel químic francès Eugène Demarçay. Deu el seu nom al continent europeu. Molt rarament es troba en la naturalesa, ja que es dona en quantitats molt petites. S'ha determinat en un mineral encara sense identificar trobat en una regolita lunar. Les seves aplicacions aprofiten les propietats luminescents dels seus ions Eu2+ (emissió de color blau) i Eu3+(emissió de color vermell), i s'usen el materials luminescents de pantalles, en detecció de llum ultraviolada, en làmpades i en tintes només visibles sota llum ultraviolada.

## Història

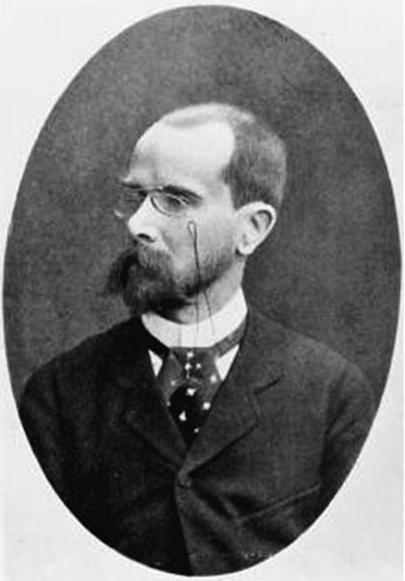
Eugène-Anatole Demarçay.

La història de l'europi s'emmarca en la història complexa del descobriment dels lantanoides. El primer a ser descobert fou el ceri el 1803. El 1839 el químic suec Carl Gustav Mosander (1797-1858) en separà dos més: el lantani i un que anomenà didimi, que resultà ser una barreja de dos lantanoides, praseodimi i neodimi, com descobrí Carl Auer von Welsbach (1858-1929) el 1879. Així i tot, encara contenia altres elements. El samari fou separat pel químic francès Paul-Émile Lecoq de Boisbaudran (1838-1912) i el gadolini fou descobert el 1886 per part del químic Jean Charles Galissard de Marignac (1817-1894).
En 1885, el químic anglès William Crookes (1839-191), identificà una banda d'emissió que atribuí el samari. Però com que desapareixia en certes situacions l'anomenà ratlla anòmala. Posteriorment, considerà que aquesta ratlla espectral, juntament amb d'altres, corresponia a un nou metall. Les observacions d'aquesta ratlla fou confirmada per Lecoq de Boisbaudran.
El 1892, Lecoq de Boisbaudran descriví un espectre amb tres línies blaves brillants que trobà a l'espectre atòmic del samari. Aquestes tres línies podrien ser reforçades amb una separació per cristal·lització fraccionada adequada. La seva conclusió era que corresponien a un nou element.
El 1896, el químic francès Eugène-Anatole Demarçay (1852-1903) anuncià la presència d'un element intermedi entre el gadolini i el samari, caracteritzat per diverses línies fortes. El 1901 completà una acurada seqüència de cristal·litzacions fraccionades i aconseguí separar aquest element detectat per espectroscòpia. L'anomenà europi, proposà que el seu símbol fos Eu i determinà que tenia una massa atòmica de 151.
Georges Urbain (1872-1938), un jove químic brillant que heretà l'equip d'espectroscòpia de Demarçay, observà el 1906 una emissió vermella molt brillant en l'òxid d'itri dopat amb europi(+3). Això marcà l'inici de l'aplicació de l'europi com a component actiu en materials fosforescents, no només com a emissor vermell, sinó també com a emissor blau, ja que la seva forma divalent reduïda Eu(+2) emet en aquesta gamma espectral.

## Estat natural

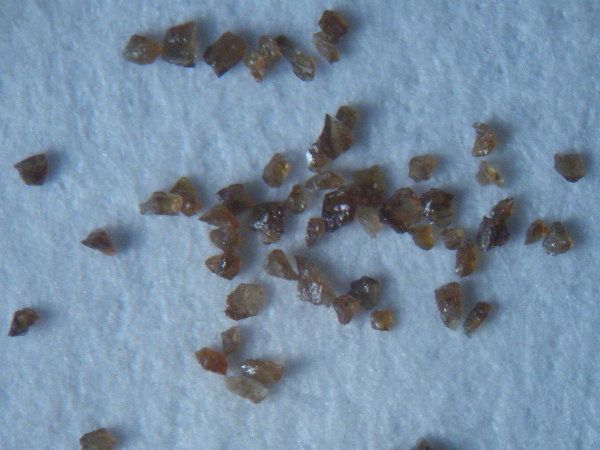
Cristalls de prosxenkoïta-(Y).

L'europi és un element molt poc abundant a l'escorça terrestre. Amb una concentració mitjana de 2 ppm ocupa la posició 50 quant a abundància dels elements químics, essent tan abundant com l'estany i més que l'argent, l'or i el platí. Als sols se'n troba una concentració mitjana d'1,2 ppm i a l'aigua de la mar 0,2 ppt. En algunes plantes s'han trobat concentracions entre 30 i 130 ppb del seu pes en sec, i en les verdures concentracions inferiors a 0,04 ppb. Malgrat que se'l troba en unes desenes de minerals, les proporcions no superen ni tan sols l'1 %. Els minerals que el contenen amb més d'un 0,50 % són: prosxenkoïta-(Y) 0,89 %, gagarinita-(Ce) 0,82 %, maoniupingita-(Ce) 0,79 %, calcibeborosilita-(Y) 0,74 %, calciogadolinita 0,68 %, kentbrooksita 0,66 %, abenakiïta-(Ce) 0,66 %, hundholmenita-(Y) 0,64 % i thomasclarkita-(Y) 0,60 %.
L'europi s'extreu dels minerals del grup de la monazita i de la bastnäsita, dels jaciments que es troben a la Xina i als EUA. S'ha calculat que les reserves mundials són d'unes 150 000 tones. La producció anual mundial és de 100 tones aproximadament. El metall pur s'obté escalfant en el buit l'òxid d'europi(III) mesclat amb lantani en un recipient de tàntal.
També s'ha descobert en roques de la superfície de la Lluna en quantitats més elevades que les esperades i en forma d'europi(II), mentre que a la Terra el catió més comú és l'europi(III). Aquesta inesperada abundància s'oposa a la tesi que la Lluna s'originà de la Terra després d'un xoc amb un altre cos, ja que els cations europi(II) s'haurien format en condicions reductores, mentre que a la Terra les condicions són oxidants.

## Propietats

### Propietats físiques
L'europi és un metall de densitat 5,244 g/cm³, punt de fusió 822 °C i punt d'ebullició 1 596 °C. És força dúctil i mal·leable i la seva duresa és semblant a la del plom. La seva lluïssor és argentada. La seva configuració electrònica és [Xe] (4f)7(6s)². Presenta un paramagnetisme molt fort per sobre dels 90 K (–183 °C); per sota d'aquesta temperatura, el metall ordena antiferromagnèticament, formant una estructura en espiral.

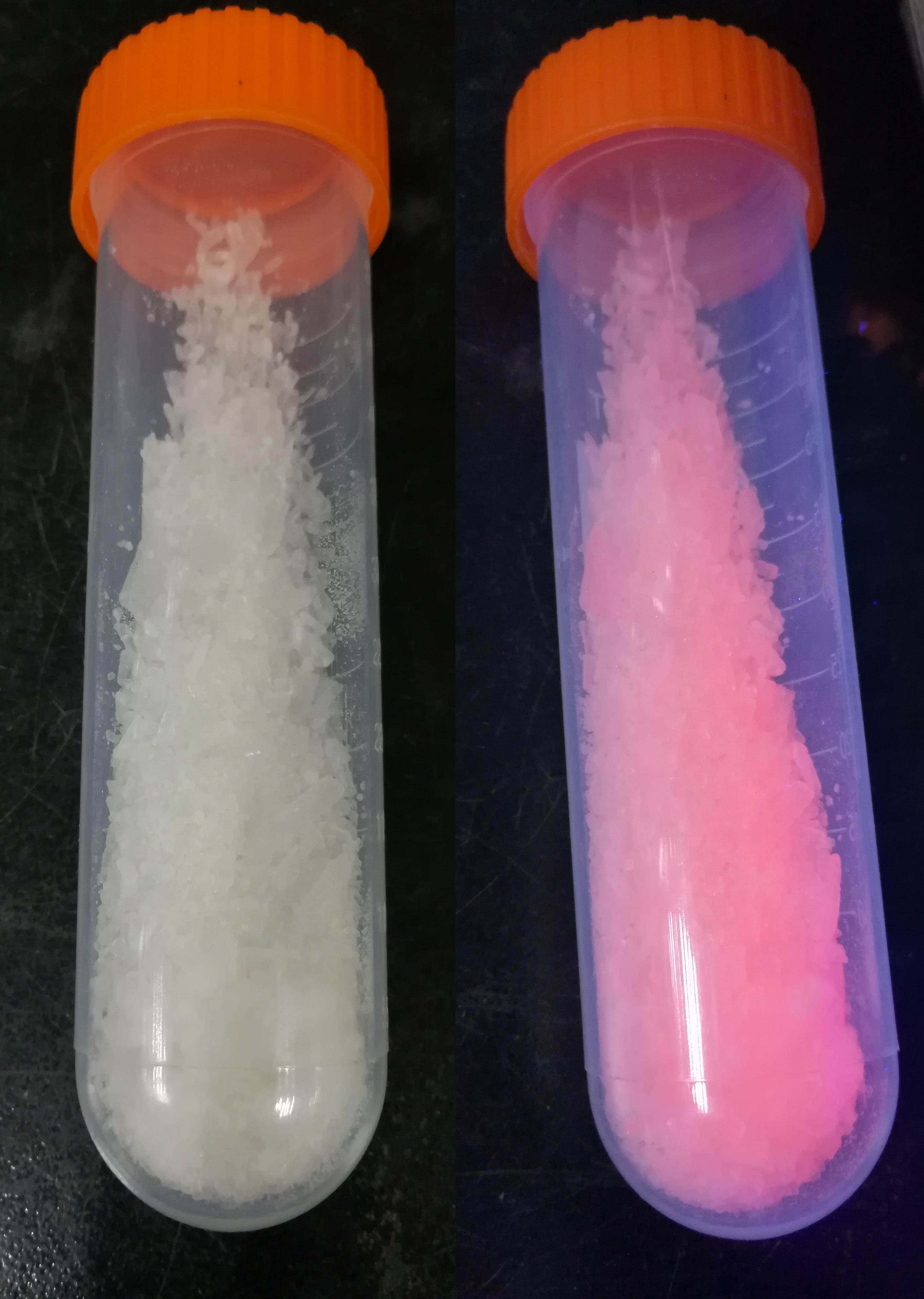
Luminescència del nitrat d'europi(III) de color vermell sota llum ultraviolada (dreta).

La propietat més important en quan a aplicacions pràctiques és la luminescència dels seus ions (fotoluminescència, electroluminescència i triboluminescència). Les emissions de llum d'aquest element en els estats d'oxidació +2 i +3 són unes de les més pures que es poden obtenir de color blau, cas de l'Eu2+, i de color vermell, per l'Eu3+. Malgrat la petita luminescència d'aquests ions, es pot reforçar mitjançant la formació especialment de complexos de coordinació amb lligants orgànics. En aquests composts l'absorció es realitza dins de l'interval de longituds d'ona de 250 a 405 nm (radiació ultraviolada), i l'emissió és de 448 nm (blau) o 612 (vermell), segons el seu estat d'excitació.

### Propietats químiques
L'europi s'oxida lentament exposat a l'aire i vigorosament quan és escalfat per damunt dels 180 °C per formar òxid de europi(III), de color rosa, l'únic òxid conegut:
{\displaystyle {\ce {4 Eu + 3 O2 -> 2 Eu2O3}}}L'europi es força electropositiu i actua com a divalent, cosa que el diferencia de la resta de lantanoides, malgrat que majoritàriament, actua com a trivalent. Reacciona lentament amb aigua freda i força ràpidament amb aigua calenta per formar hidròxid d'europi(III):
{\displaystyle {\ce {2 Eu(s) + 6 H2O(l) -> 2 Eu(OH)3(aq) + 3 H2(g)}}}

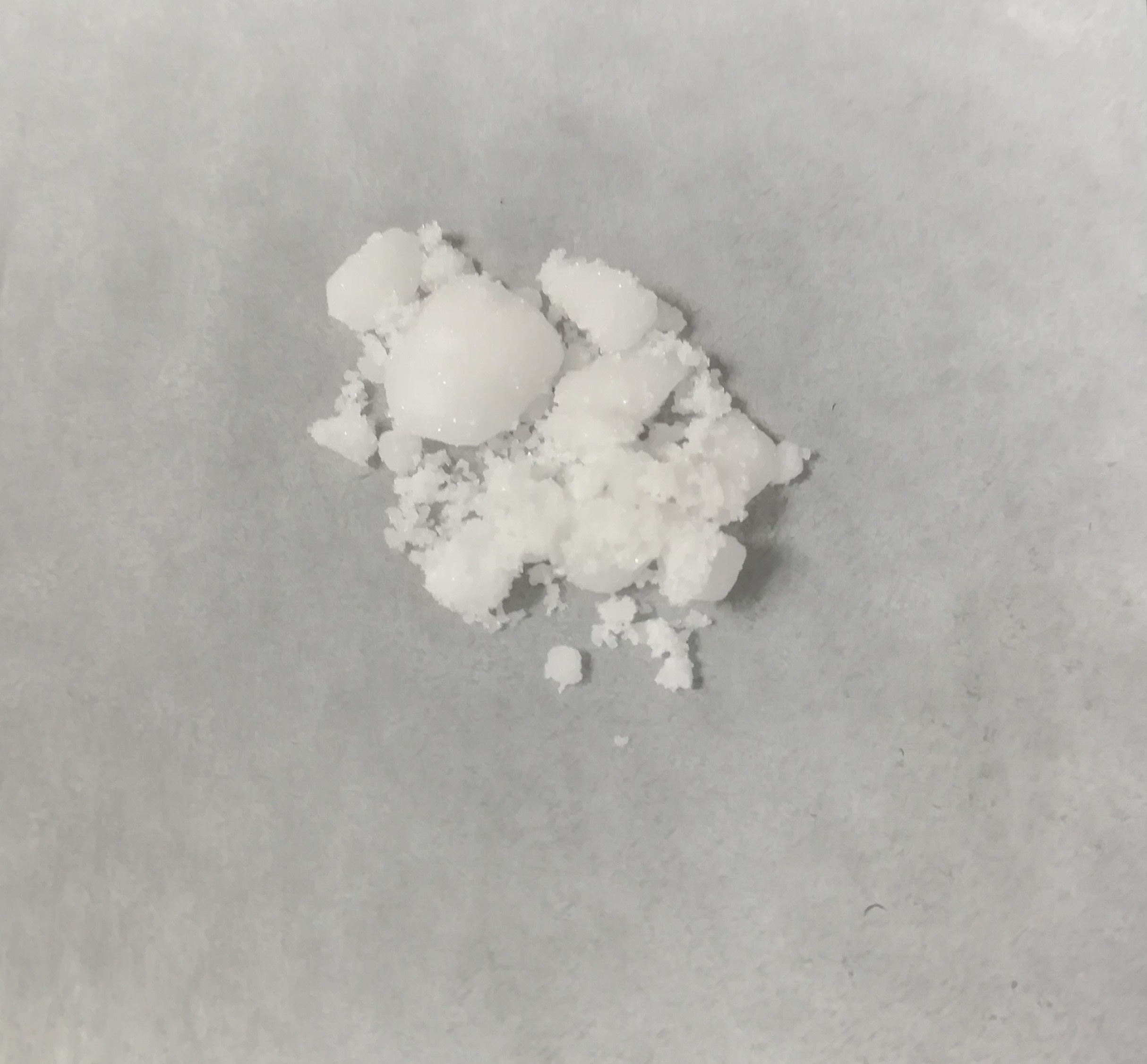
Clorur d'europi(III)—aigua(1/6).

Reacciona amb tots els halògens donant els corresponents halogenurs d'europi(3+):
{\displaystyle {\ce {2 Eu (s) + 3 F2 (g) -> 2 EuF3 (s) [blanc]}}}{\displaystyle {\ce {2 Eu (s) + 3 Cl2 (g) -> 2 EuCl3 (s) [groc]}}}{\displaystyle {\ce {2 Eu (s) + 3 Br2 (g) -> 2 EuBr3 (s) [gris]}}}{\displaystyle {\ce {2Eu(s) + 3I2(g) -> 2EuI3(s)}}}

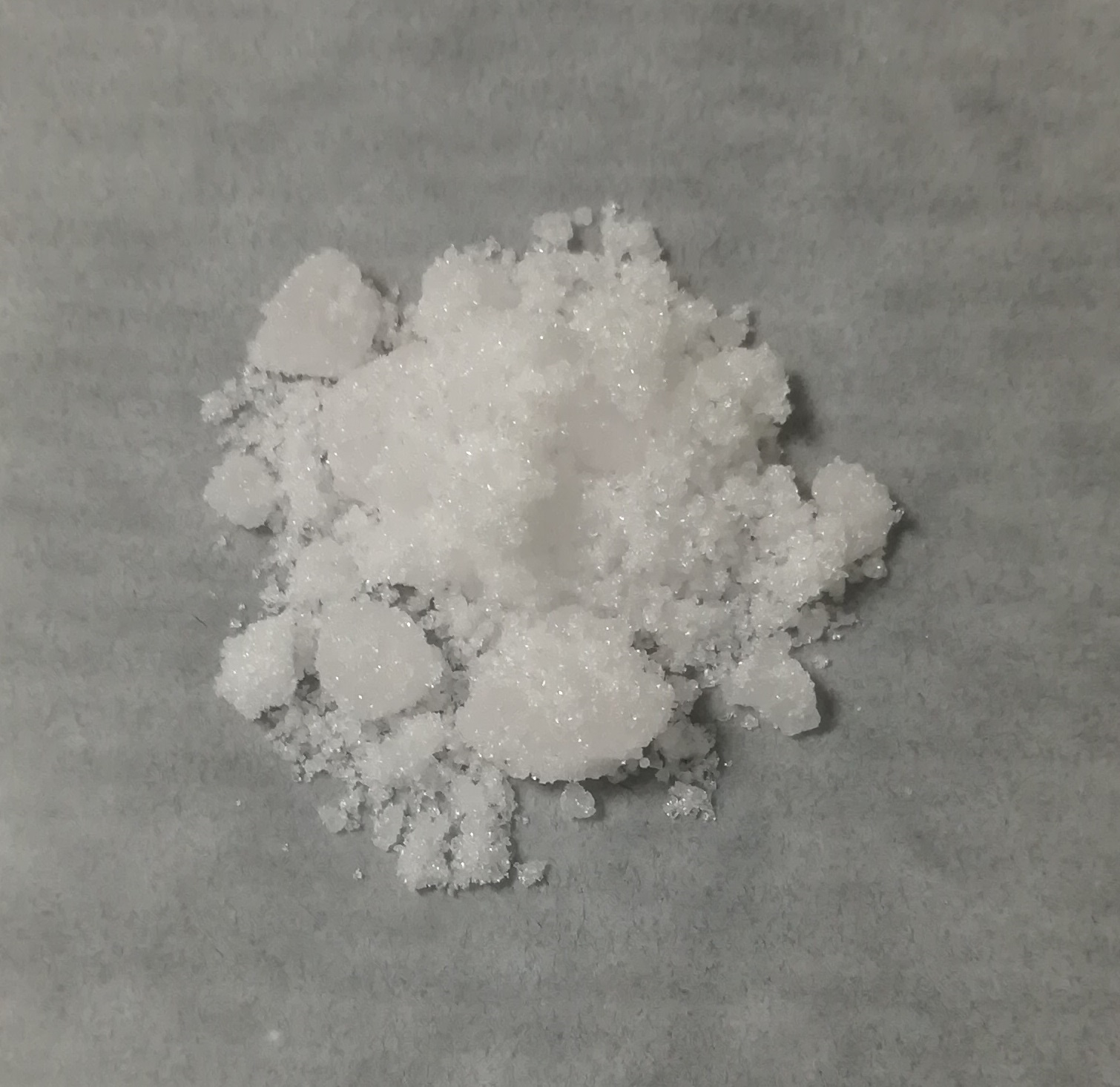
Nitrat d'europi(III)—aigua(1/6).

Es dissol fàcilment en àcid sulfúric diluït per formar solucions que contenen els ions europi(3+), que existeixen com a complexos {\displaystyle {\ce {[Eu(OH2)9]^3+}}}.
Altres composts d'europi(3+) són: el nitrat d'europi(III)—aigua(1/6) {\displaystyle {\ce {Eu(NO3)3*6H2O}}}, l'oxalat d'europi(III) {\displaystyle {\ce {Eu2(C2O4)3*10H2O}}}, el perclorat d'europi(III)—aigua(1/6) {\displaystyle {\ce {Eu(ClO4)3*6H2O}}}, l'hexaborur d'europi {\displaystyle {\ce {EuB6}}}, el nitrur d'europi {\displaystyle {\ce {EuN}}} o el silicur d'europi {\displaystyle {\ce {EuSi2}}}.
També hi ha un bon nombre de composts d'europi(2+) com el fluorur d'europi(II) {\displaystyle {\ce {EuF2}}}, el clorur d'europi(II) {\displaystyle {\ce {EuCl2}}}, el iodur d'europi(II) {\displaystyle {\ce {EuI2}}}, el sulfur d'europi(II) {\displaystyle {\ce {EuS}}}, selenur d'europi(II) {\displaystyle {\ce {EuSe}}}, el tel·lurur d'europi(II) {\displaystyle {\ce {EuTe}}} i el sulfat d'europi(II) {\displaystyle {\ce {EuSO4}}}.

## Isòtops
Els dos isòtops que hom troba de manera natural són estables: l'europi 151 (47,81 %) i l'europi 153 (52,19 %). Per altra banda, s'han caracteritzat un total de 34 isòtops radioactius (excepte els isòmers nuclears), que varien en nombre atòmic de 130 a 165 i tenen una semivida que va de 0,9 mil·lisegons (europi 130) a 36,9 anys (europi 150).

## Usos

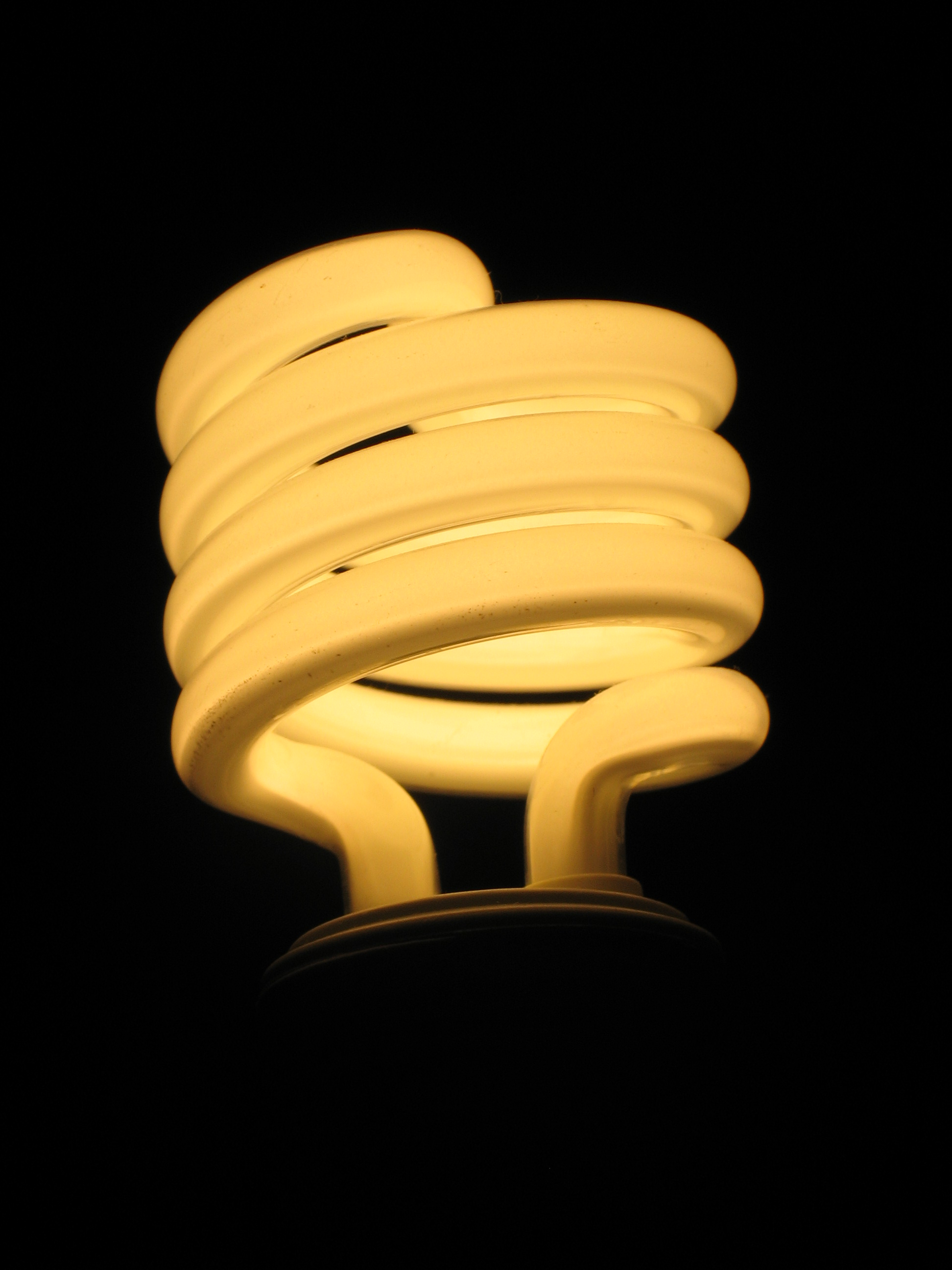
Làmpada fluorescent compacte de blanc càlid per efecte dels cations Eu^{3+}.

### Indústria electrònica
L'òxid d'europi(III) {\displaystyle {\ce {Eu2O3}}}és usat com a material fosforescent, o fosforòfor, vermell, juntament amb el terbi i l'itri, en les pantalles de plasma i de cristall líquid (LCD), que en contenen entre 0,5 g i 1 g cadascuna; i en tecnologia militar.

### Indústria elèctrica
L'europi s'utilitza en la fabricació de làmpades fluorescents compactes (de baix consum) per a millorar-ne l'eficiència energètica i obtenir una tonalitat més càlida que la dels fluorescents clàssics. S'està estudiant l'ús d'aquest metall en els reactors nuclears per la seva alta capacitat d'absorbir neutrons.

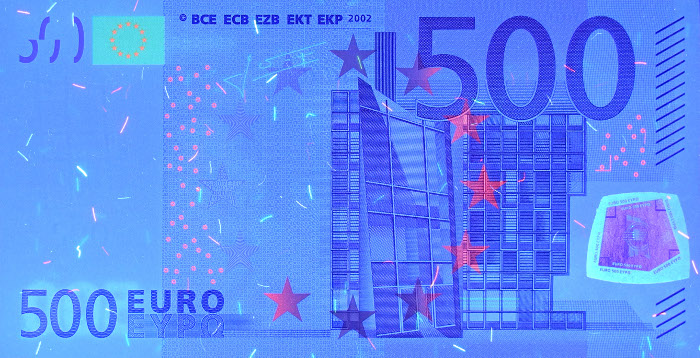
Bitllet de 500 € sota llum ultraviolada. Les figures de color vermell estan impreses amb tinta d'Eu^{3+}. Són invisibles sota llum visible i només emeten llum vermella quan el bitllet s'il·lumina amb llum UV.

### Medicina
L'europi intervé en el procés de detecció de la síndrome de Down i altres malalties genètiques. L'europi és usat com a fosforòfor, junt amb el brom, el bari i el fluor, en les plaques per a radiografies digitals amb raigs X, que han substituït les anteriors plaques amb pel·lícula fotogràfica.

### Altres usos
L'europi s'empra en la fabricació de pintures fosforescents, que un cop exposades a una font de llum intensa mantenen la lluminositat durant hores. També es fa servir com a mesura de seguretat en els bitllets d'euro als quals dona fluorescència de color vermell quan són il·luminats amb llum ultraviolada.
Una aplicació recentment proposada que podria tenir una importància de gran abast per a la creixent població mundial és en l'agricultura. S'ha demostrat que els plàstics dopats amb traces d'europi(+2) i coure(+1) converteixen eficaçment la part ultraviolada de l'energia solar en llum visible. L'ús d'aquests plàstics per cobrir hivernacles augmenta la quantitat de llum visible que reben les plantes, el que dona com a resultat rendiments de collita aproximadament un 10 % més alts.

## Salut
L'europi és perillós en l'ambient de treball, a causa del fet que les humitats i els gasos poden ser inhalats amb l'aire. Això pot causar embolismes pulmonars, especialment durant exposicions a llarg termini. Pot ser una amenaça per al fetge quan s'acumula al cos humà.